# Sohyang
Kim So-hyang (en hangul, 김소향, Gwangju, Provincia de Jeolla del Sur, 5 de abril de 1978), conocida simplemente como Sohyang (en hangul, 소향), es una cantante surcoreana de música cristiana contémporánea. Se ha graduado en Lengua y Literatura Francesa de Inmyeong Girls 'High School y de la Universidad de Kyung Hee, y es vocalista activa de la banda musical de música cristiana contemporánea POS. El edificio principal es una mina. Rara vez como asiática, ha sido capaz de digerir un rango de más de 4 octavas, lo que le valió el apodo de la "Mariah Carey coreana". Entre las canciones de POS a las que pertenece Sohyang, 'On the Rock', 'Until the Lord Comes Again' y 'Mararanatha' compuestas por el pastor Hyungwon Ko, un ministro de alabanza, han tenido mucho éxito en la industria de la música CCM y se cantan constantemente en las iglesias protestantes. Además de su habilidad para cantar, Sohyang tiene excelentes habilidades de componer canciones y escribir, y se esfuerza por lograr sus sueños en varias áreas, como participar en las actividades de composición de sus álbumes o publicar un libro que ella misma escribió.

## Vida y actividad
En el momento en que Sohyang practicaba en el estudio de grabación, el evangelista Jo Hwan-gon (quien compuso 'To a Wandering Friend') escuchó su canción. Después de eso, fue seleccionada como vocalista invitado después de su práctica, e hizo su debut en 1996 con el álbum <To a Wandering Friend> de 'The Village Guidepost with Music'. Estuvo a cargo de las canciones "Teacher" y "Jesus of Power" del álbum. Después del lanzamiento del álbum, por un consejo del evangelista Cho Hwan-gon, Sohyang trabajó con él durante aproximadamente un año mientras participaba en montajes y presentaciones musicales. Un día, en 1998, a la edad de 20 años, me casé con Kim Hee-jun, la líder del grupo CCM POS, que acababa de comenzar a salir después de escuchar el mensaje de Dios: "Si no te casas, no habrá ningún beneficio" durante la oración matutina.
La sala de práctica de Sohyang estaba ubicada justo al lado de su iglesia, por lo que podía conectarse con el pastor de la iglesia y, a partir de ese momento, comenzó la relación con POS . Los miembros de la banda POS (Force) en la que está activa es un equipo compuesto por los hijos del pastor de la Iglesia Big Faith Mission donde asiste Sohyang, y consiste en una hermana que toca el bajo y el teclado, y un hermano que toca la batería, y Sohyang es el vocalista. La palabra Pos significa " luz " en griego.  Marzo de 2001 Sohyang & POS Vol. 1 'Understanding', septiembre de 2001 POS Vol. 2 'Letter To The Sky', septiembre de 2004 POS Vol. 3 'Butterfly', septiembre de 2007 POS Vol. 4 'Dream', En febrero de 2009, se lanzó el quinto álbum de POS' Story 'y nacieron canciones de éxito como' On the Rock ',' Until the Lord Comes Again 'y' Dream '. De hecho, la actividad de los puntos de venta se ha detenido. Actualmente, como cantante solista, muestra principalmente covers en varios concursos y escenarios. Parece que es porque el mismo Sohyang no está particularmente enfocado en sus canciones o popularidad, ya que es un cantante muy raro en el trabajo de álbumes. Ha declarado que su propósito al cantar es "consolar a las personas que están heridas y enfermas y que se vuelven adictas". Sin embargo, las actividades de POS no se han detenido en absoluto y están mostrando actividades ocasionales como lanzar un álbum que conmemora el 15 aniversario de POS el 5 de noviembre de 2012. En ese momento, se conocía en Corea como una canción llamada 'On the Rock', que adaptaba 'Up this rock' de Sandy Patty, y debido a la naturaleza de un cantante de CCM, no le iba bien en una canción diferente.
El 20 de marzo de 2010, mostró sus increíbles habilidades para el canto y comenzó a darse a conocer fuera de la iglesia. En las medias, Sohyang cantó 'I Believe I Can Fly' de R. Kelly subiendo una octava hasta un tono superalto, y 'Emotions' de Mariah Carey, famoso por su vocalización de registro de silbidos.  Apareció el 9 de julio de 2011, reabasteciéndose con Charice Pempengco en la primera mitad. El cierre contó con Whitney Houston y Mariah Carey había llamado el dueto de la canción 'When You Believe', un cantante nacido en el reparto de bocadillos de medianoche gimseungil en el dueto Cantó "la oración". El 7 de julio de 2012, cantó 'Endless Love' a dúo con el cantante de popera Lim Taekyung .
Cantó una canción a dúo con Lee Seok-hoon, miembro de SG Wannabe, a mediados de 2010, y Haha, un cantante de música popular, a principios de 2011. Además de eso, apareció en las canciones de Sanyi. A mediados de 2011, junto con Park Junghyun y Lee Younghyun, participaron en el proyecto Diva y cantaron la canción 'The Little Mermaid'. Parece que los tres cantaron las partes por separado, pero de hecho, cada uno cantó una canción y combinó las partes y las mezcló. El 30 de diciembre de 2014, Lee Young-hyun y su digitales single'side' fueron puestos en libertad. La letra fue compuesta por Young- Hyun Lee y Eun-kyung Kang, la letra de Harmony. Desde entonces, ha aparecido con frecuencia en conciertos abiertos de KBS y en conciertos abiertos, CCM y ' Dream of the Goose' de In Soon-i, ' Wounds Deeper Than Love' de Park Jung-hyun y Lim Jae-beom, 'Hero' de Mariah Carey, ' My Heart Will Go On ' de Celine Dion . O 'Poder del amor'. En 2012, la canción "Peace Song" de Park Jung-hyun se cantó como la canción insignia de la Cumbre de Seguridad Nuclear de Seúl. 
El 4 de marzo de 2014, Sohyang fue la primera cantante coreana en ser invitada por el club de la NBA de EE. UU., Los Angeles Clippers, para cantar a la nación estadounidense 'The Star Spangled Banner' y mostró grandes habilidades de canto. Chris Paul, un escolta de Los Angeles Clippers.